# Saint-Dizier-Leyrenne
Saint-Dizier-Leyrenne foi uma comuna francesa na região administrativa da Nova Aquitânia, no departamento de Creuse. Estendia-se por uma área de 46,63 km². Em 2010 a comuna tinha 1 157 habitantes (densidade: 24,8 hab./km²).
Em 1 de janeiro de 2019, passou a formar parte da nova comuna de Saint-Dizier-Masbaraud.